# Радіолюмінесценція
Радіолюмінесценція — різновид люмінесценції, світіння люмінесцентних речовин під дією швидких часток — продуктів радіоактивного розпаду (α- і β-променів, а також жорсткої радіації γ-променів) і космічної радіації.
Спалахи світіння, які виникають під час потрапляння окремих часток на люмінесцентну речовину, називаються сцинтиляціями.
Тверді та рідкі речовини, які використовуються для спостереження сцинтиляцій, називаються сцинтиляторами.